# Stemmi ed emblemi degli Stati asiatici
Questa è una lista degli stemmi e degli emblemi degli stati asiatici.

## Stati indipendenti
| Nazione             | Stemma | Motto | Articolo                                |
| ------------------- | ------ | --- | --------------------------------------- |
| Afghanistan         |        | لا إله إلا الله، محمد رسول الله (Arabo) (Non c'è altro dio che Allāh e Maometto è il messaggero di Allāh)                                             | Stemma dell'Afghanistan                 |
| Arabia Saudita      |        | لا إله إلا الله، محمد رسول الله (Arabo) (Lā ilāha illā Allāh, Muḥammad rasūl Allāh) (Non c'è altro dio che Allāh e Maometto è il messaggero di Allāh) | Stemma dell'Arabia Saudita              |
| Armenia             |        | Nessuno | Stemma dell'Armenia                     |
| Azerbaigian         |        | Nessuno | Stemma dell'Azerbaigian                 |
| Bahrein             |        | Nessuno | Stemma del Bahrein                      |
| Bangladesh          |        | Nessuno | Stemma del Bangladesh                   |
| Bhutan              |        | Nessuno | Stemma del Bhutan                       |
| Birmania            |        | Nessuno | Stemma della Birmania                   |
| Brunei              |        | الدائمون المحسنون بالهدى (Arabo) Rendi sempre servizio con la guida di Dio                                                                            | Stemma del Brunei                       |
| Cambogia            |        | (Khmer) Nazione, Religione, Re | Stemma della Cambogia                   |
| Cina                |        | Nessuno | Stemma della Repubblica Popolare Cinese |
| Corea del Nord      |        | 강성대국 (Coreano) Nazione potente e prospera | Stemma della Corea del Nord             |
| Corea del Sud       |        | 홍익인간 (Coreano) A beneficio di tutti gli umani | Stemma della Corea del Sud              |
| Emirati Arabi Uniti |        | الله - ثم الوطن - ثم الرئيس (Arabo) Dio, Patria, Presidente                                                                                           | Stemma degli Emirati Arabi Uniti        |
| Filippine           |        | Maka-Diyos, Maka-Tao, Makakalikasan at Makabansa Per amore di Dio, Popolo, Natura e Patria                                                            | Stemma delle Filippine                  |
| Georgia             |        | ძალა ერთობაშია (Georgiano) L'unità fa la forza | Stemma della Georgia                    |
| Giappone            |        | Nessuno | Stemma del Giappone                     |
| Giordania           |        | الله، الوطن، الملك (Arabo) Iddio, la Patria, il Re | Stemma della Giordania                  |
| India               |        | सत्य की हमेशा विजय होती है (Hindi) Solo la verità vince | Stemma dell'India                       |
| Indonesia           |        | Bhinneka Tunggal Ika (Giavanese antico) Uniti nelle diversità                                                                                         | Stemma dell'Indonesia                   |
| Iran                |        | استقلال. آزادی. جمهوری اسلامی (Persiano) Indipendenza, Libertà, La Repubblica Islamica                                                                | Stemma dell'Iran                        |
| Iraq                |        | الله أكبر (Arabo) Dio è il più grande | Stemma dell'Iraq                        |
| Israele             |        | ישראל (Ebraico) Israele | Stemma di Israele                       |
| Kazakistan          |        | Nessuno | Stemma del Kazakistan                   |
| Kirghizistan        |        | Кыргыз Республикасы (Kirghiso) Repubblica Kirghisa | Stemma del Kirghizistan                 |
| Kuwait              |        | لكل الكويت (Arabo) Per il Kuwait | Stemma del Kuwait                       |
| Laos                |        | ສັນຕິພາບ ເອກະລາດ ປະຊາທິປະໄຕ ເອກະພາບ ວັດທະນາຖາວອນ (Lao) Pace, Indipendenza, Democrazia, Unità e Prosperità                                                 | Stemma del Laos                         |
| Libano              |        | شرف تضحية وفاء (Arabo) Tutti noi per la patria, la gloria e la bandiera                                                                               | Stemma del Libano                       |
| Malaysia            |        | Bersekutu Bertambah Mutu (Malese) L'unità è forza | Stemma della Malesia                    |
| Maldive             |        | الدولة المحلديبية (Arabo) Stato del Mahal Dibiyat | Stemma delle Maldive                    |
| Mongolia            |        | Nessuno | Stemma della Mongolia                   |
| Nepal               |        | जननी जन्मभूमिश्च स्वर्गादपि गरीयसी (Nepalese) Madre e madrepatria valgono più del Regno dei Cieli                                                                | Stemma del Nepal                        |
| Oman                |        | Nessuno | Stemma dell'Oman                        |
| Pakistan            |        | ایمان، اتحاد، نظم (Urdu) Fede, unità, disciplina | Stemma del Pakistan                     |
| Palestina           |        | Nessuno | Stemma della Palestina                  |
| Qatar               |        | Nessuno | Stemma del Qatar                        |
| Russia              |        | Nessuno | Stemma della Russia                     |
| Singapore           |        | Majulah Singapura (Malese) Avanti, Singapore! | Stemma di Singapore                     |
| Siria               |        | وحدة ، حرية ، اشتراكية (Arabo) Unità, Libertà, Socialismo                                                                                             | Stemma della Siria                      |
| Sri Lanka           |        | ශ්‍රී ලංකා මාතා (Cingalese) Madre Sri Lanka | Stemma dello Sri Lanka                  |
| Taiwan              |        | Nessuno | Stemma di Taiwan                        |
| Tagikistan          |        | Nessuno | Stemma del Tagikistan                   |
| Thailandia          |        | ชาติ ศาสนา พระมหากษัตริ (Thailandese) Nazione, religione e re                                                                                            | Stemma della Thailandia                 |
| Timor Est           |        | Unidade, Acção, Progresso (Portoghese) Unità, Azione, Progresso                                                                                       | Stemma di Timor Est                     |
| Turchia             |        | Nessuno | Stemma della Turchia                    |
| Turkmenistan        |        | Nessuno | Stemma del Turkmenistan                 |
| Uzbekistan          |        | Nessuno | Stemma dell'Uzbekistan                  |
| Vietnam             |        | Ðộc lập, tự do, hạnh phúc (Vietnamita) Indipendenza, Libertà, Felicità                                                                                | Stemma del Vietnam                      |
| Yemen               |        | الله، الوَطَن، الثَورة، الوَحدة (Arabo Dio, Patria, Rivoluzione                                                                                           | Stemma dello Yemen                      |

## Altre entità politiche
| Nazione                                                                | Stemma | Motto                                                              | Articolo                                             |
| ---------------------------------------------------------------------- | ------ | ------------------------------------------------------------------ | ---------------------------------------------------- |
| Abcasia (de facto indipendente dalla Georgia)                          |        | Nessuno                                                            | Stemma dell'Abcasia                                  |
| Artsakh (de facto indipendente dall'Azerbaigian)                       |        | Nessuno                                                            | Stemma dell'Artsakh                                  |
| Hong Kong (dipendente dalla Cina)                                      |        | Nessuno                                                            | Stemma di Hong Kong                                  |
| Kurdistan (diviso tra Armenia, Iran, Iraq, Siria e Turchia)            |        | Nessuno                                                            | Stemma del Kurdistan                                 |
| Macao (dipendente dalla Cina)                                          |        | Nessuno                                                            | Stemma di Macao                                      |
| Ossezia del Sud (de facto indipendente dalla Georgia)                  |        | Nessuno                                                            | Stemma dell'Ossezia del Sud                          |
| Territorio Britannico dell'Oceano Indiano (dipendente dal Regno Unito) |        | In tutela nostra Limuria (Latino) Lemuria è sotto la nostra tutela | Stemma del Territorio britannico dell'Oceano Indiano |
| Tibet (de facto indipendente dalla Cina)                               |        | Nessuno                                                            | Stemma del Tibet                                     |